# Kienberg (Baviera)
Kienberg é um município da Alemanha, situado no distrito de Traunstein, no estado da Baviera. Tem 22,83 km² de área, e sua população em 2019 foi estimada em 1.414 habitantes.